# 北5条手稲通

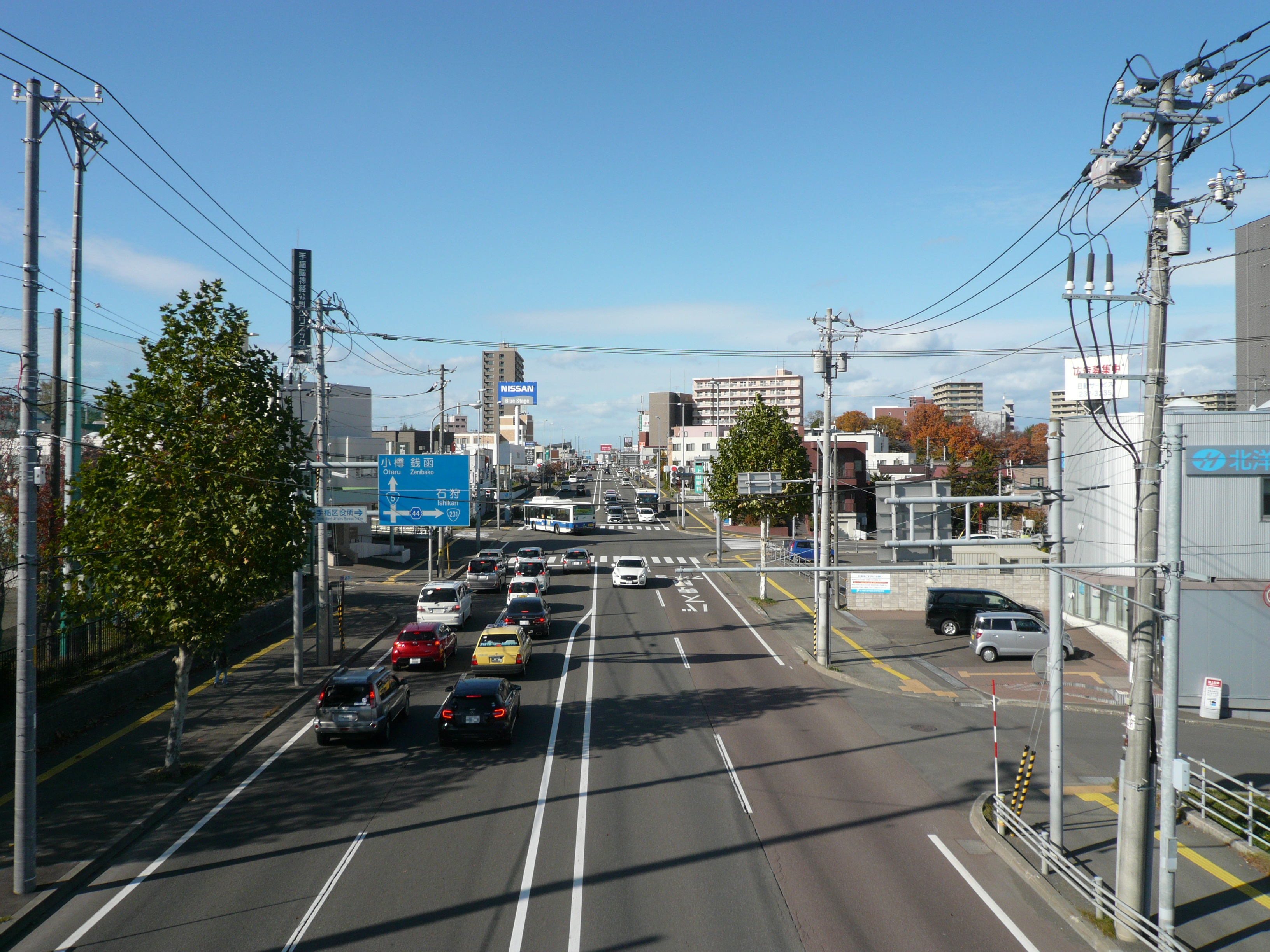
北5条手稲通（札幌市手稲区手稲本町）

北5条手稲通（きたごじょうていねどおり）は、札幌市中央区から手稲区に至る都市計画道路。区間により札幌市道、北海道道124号宮の沢北一条線、国道5号となる。

## 路線データ
- 起点：札幌市中央区北5条東3丁目（東3丁目通交点）[1]
- 終点：札幌市手稲区星置南2丁目（小樽市境界）[1]

## 歴史
札幌市と小樽市を結ぶ通りから「札樽国道」と呼ばれており、1972年札幌オリンピック開催に伴い札樽高速自動車国道（現在の札樽自動車道一部区間）が建設されるまでは札幌—小樽間唯一の幹線道路であった。1798年（寛政10年）に開削したが、道路らしくなったのは1857年（安政4年）になってからである。1873年（明治6年）に小樽—銭函—札幌間の開削道路が完成している。その後、交通量の増加に伴い1935年（昭和10年）に拡幅・直線化、1953年（昭和28年）に完全舗装や橋の永久橋化を進めて1984年（昭和59年）にほぼ現在のルートになっている。なお、宮の沢以南の一部区間は札幌オリンピック開催に伴う札幌新道（一部区間）と創成川通の整備により、国道から道道になった。

## 路線状況
区間
- 北海道道124号宮の沢北一条線（札幌市中央区北5条西25丁目 - 札幌市西区宮の沢1条3丁目）
- 国道5号（札幌市西区宮の沢1条3丁目 - 終点）

道路施設
- 国道区間
  - 追分橋 (5.78 m)[4]
  - 新中の川橋 (42.20 m)[4]
  - 三樽別橋 (10.42 m)[4]
  - 軽川橋 (6.40 m)[4]

## 地理
起点から国道5号（創成川通）までの街区は北5条東（きたごじょうひがし）となり、創成川東の区域になっている。1丁目から3丁目まであり、郵便番号は060-0035。中央区の北縁であり、北5条東4丁目以東は東区となる。
国道5号（創成川通）以西の街区は北5条西（きたごじょうにし）となり、1丁目から24丁目までの郵便番号が060-0005、25丁目から29丁目が064-0825となる。なお、北5条手稲通は西24丁目・25丁目交差点で北西方向に曲がるため、西26丁目から29丁目までは山の手通となる。北5条手稲通は札幌駅南口正面を通っており、沿道には商業施設や銀行、ホテルなどが立地している。

### 交差する道路
市道区間
- 国道5号（創成川通）
- 北海道道18号札幌停車場線（札幌駅前通）
- 西5丁目樽川通
- 北海道道452号下手稲札幌線（石山通）
- 福住桑園通
- 桑園発寒通
- 二十四軒手稲通

道道区間
- 北海道道124号宮の沢北一条線（西25丁目通）
- 北海道道453号西野白石線（山の手通）
- 環状通
- 北海道道89号札幌環状線（宮の森北24条通）
- 北海道道276号琴似停車場線（琴似栄町通）
- 手稲左股通
- 新琴似通
- 北海道道82号西野真駒内清田線（西野屯田通）

国道区間
- 国道5号（札幌新道）
- 札樽自動車道札幌西IC
- 主要市道9902号南19条宮の沢線（北1条宮の沢通）
- 北海道道128号札幌北広島環状線（追分通）
- 富丘通
- 札幌市主要地方道9905号手稲インター線（手稲山麓通） → 札樽自動車道手稲IC
- 北海道道44号石狩手稲線（石狩手稲通）
- 曙通
- 曲長通
- 二十四軒手稲通